# Аджарисцкали
Аджарисцка́ли (устар. Ачарисцкали, Аджарис-цхали; груз. აჭარისწყალი) — река в юго-западной Грузии, правый приток реки Чорох, впадающей в Чёрное море. По реке Аджарисцкали лежит Аджария.
Исток находится на стыке Арсиянского и Месхетского хребтов. Впадает в Чорох на высоте 34 м над уровнем моря около одноимённого села. Притоки: Агарисцкали, Акаврета, Чваниcцкали.
Длина — 90 км; площадь водосборного бассейна — 1540 км²; на реке расположена малая гидроэлектростанция — Аджарис-Цкальская ГЭС.
Из долины Аджарисцкали через перевал Годердзи дорога ведёт из Батуми в долину Посхофчая к Абастумани и Ахалцихе.